# Borja Fernández (voetballer, 1995)
Borja Fernández Fernández (Vigo, 16 augustus 1995) is een Spaans voetballer die als defensieve middenvelder speelt. Hij verruilde in 2018 Celta de Vigo voor Miedź Legnica.

## Clubcarrière
Fernández werd geboren in Vigo en sloot zich daar aan bij Celta de Vigo. Op 26 februari 2013 tekende hij hier een vierjarig profcontract. Fernández debuteerde op 24 augustus 2014 in het eerste elftal, in de Primera División tegen Getafe CF. Hij mocht in de basiself starten en werd vlak voor affluiten gewisseld. Hij speelde dat seizoen zes competitiewedstrijd in het eerste elftal. Bij aanvang van het seizoen 2015/16 werd hij ingedeeld in het tweede elftal en kreeg hij geen rugnummer bij het eerste.
In het seizoen 2017/18 speelde Fernández op huurbasis voor CF Reus Deportiu. Hierna ging hij naar het Poolse Miedź Legnica dat uitkomt in de Ekstraklasa.